# Bewegungsbionik
Die Bewegungsbionik ist eines der Teilgebiete der Bionik. Sie befasst sich mit kraftvoller, energieeffizienter und reibungsarmer Fortbewegung. Hierzu zählen vor allem die drei Hauptfortbewegungsarten: Laufen, Schwimmen und Fliegen. Ziel ist es also die Bewegung technischer Objekte zu optimieren, indem man sowohl die Strömungsanpassung und den Antriebsmechanismus als auch den mechanischen Wirkungsgrad näher betrachtet.

## Beispiele für inspirierte Produkte
Viele Lebewesen bieten sich als Inspirationsquelle für den Entwurf von Fahrzeugen hervorragend an, hier einige Beispiele:

### Das Mercedes-Benz bionic car
Der Kofferfisch ist eine wichtige Inspirationsquelle für die Autoindustrie. Auch wenn das Verhältnis von Höhe, Breite und Länge sehr voluminös ist und eigentlich nicht dem stromlinienförmigen Körperbau entspricht, verkörpert es für Forscher ein Autoideal.
Der Strömungswiderstand eines Körpers wird mit dem sogenannten Cw-Wert angegeben. Beim Kofferfisch liegt der Cw-Wert bei 0,06; dicht gefolgt vom inspirierten Mercedes-Benz bionic car mit einem Cw-Wert von 0,19. Es heißt nämlich: je kleiner der Cw-Wert, desto geringer der Widerstand und somit auch der Verbrauch. Also Top-Bedingungen für die Autoindustrie!
Untersuchungen ergaben, dass das Bionic-Car um 20 % sparsamer als ein vergleichbares Serienmodell ist. Das Bionic-Car ist also nicht nur in der Kompaktklasse sehr weit vorne, sondern auch in anderen Klassen, wie z. B. in der der Schnellfahrzeuge.

### Der U-Boot Auftrieb
Die Schwimmblase, die die Fische besitzen, ist die sogenannte Tauchzelle bei den U-Booten. Um abtauchen zu können, wird die Zelle mit Wasser gefüllt, sodass an Gewicht gewonnen wird und das Boot Untertrieb bekommt und somit sinkt. Ist die erwünschte Wassertiefe erreicht, wird die Wasserzufuhr gestoppt. Das U-Boot kann nun im Wasser schweben. Um wieder aufzutauchen, lässt man das Wasser abfließen und füllt die Tauchzelle mit Luft, die aus vorhandenen Druckflaschen kommt. Da Luft eine deutlich geringere Dichte als Wasser hat, bekommt das Boot Auftrieb und steigt.
In der Gesamtheit gilt: Ohne die Inspiration der Schwimmblase ist ein regulierendes Auf- und Abtauchen unmöglich.

### Haihaut bei Flugzeugen
Haie sind besonders für ihre schnelle Fortbewegung bekannt, was sie in erster Linie ihrer Haut zu verdanken haben. Diese besteht aus vielen kleinen Schuppen, die so angeordnet sind, dass sehr wenig Oberflächenwiderstand entsteht. Denn durch die Rillenstruktur (auch Riblet genannt), die sich über den gesamten Haikörper erstreckt, können Wasserteilchen einfach am stromlinienförmigen Körper entlang fließen, ohne Reibung zu erzeugen.
Genau diese Funktionsweise nahm sich der Ingenieur Dietrich W. Bechertals zum Vorbild und entwickelte Anfang der 90er Jahre eine Folie, die dieselbe Struktur hat und beklebte Flugzeuge hiermit. Testflüge zeigten, dass es zu einer Reibungs-Verminderung von bis zu acht Prozent führte, was bis zu drei Prozent weniger Treibstoff pro Langstreckenflug entspricht.